# LiveLeak
LiveLeak — бывший британский видеохостинг со штаб-квартирой в Лондоне (Великобритания). Был основан 31 октября 2006 года. На LiveLeak почти без цензуры размещались реальные кадры различных событий (терроризма, преступлений, войн), часто шокирующего содержания.
LiveLeak был закрыт 5 мая 2021 года. URL-адрес сайта ныне перенаправляет на Item Fix, другой видеохостинг.

## История
Сайт LiveLeak был открыт 31 октября 2006 года командой закрытого в тот день шок-сайта Ogrish.com.
LiveLeak впервые получил известность в 2007 году после утечки видеозаписи и информации о казни Саддама Хусейна. Это, среди прочего, привело к тому, что пресс-секретарь Белого дома Тони Сноу упомянул сайт как вероятное место для просмотра обновлений или историй от действующих солдат.
24 марта 2014 года LiveLeak и Ruptly объявили о партнерстве в области контента.
19 августа 2014 года террористы «Исламского государства» разместили на YouTube и других сайтах видео, запечатлевшее обезглавливание американского журналиста Джеймса Фоули. Когда об этом сообщило американское издание U. S. News & World Report, YouTube и Facebook удалили все связанные с этим кадры, пользователи начали смотреть видео на LiveLeak, поскольку на нём не было ограничений. В ответ на это, политика LiveLeak была обновлена, а кадры обезглавливания удалены.
30 марта 2019 года австралийская телекоммуникационная компания Telstra отключила миллионам австралийцев доступ к сайтам 4chan, 8chan, Voat, Zero Hedge и LiveLeak в ответ на распространение видеозаписи стрельбы в мечетях Крайстчерча в Новой Зеландии.
5 мая 2021 года LiveLeak закрылся, а его URL-адрес перенаправляет на ItemFix. LiveLeak не озвучил точной причины.

## Содержание контента на сайте
Сайт предлагал очень мягкую политику в отношении содержания видео. На нём можно было нередко найти часто шокирующие кадры автокатастроф, преступлений, терактов и видео наготического характера.